# 中田羽後
中田 羽後（なかだ うご、1896年9月9日 - 1974年7月14日）は、日本の牧師、音楽伝道者、福音歌手、詩人、作詞家、作曲家、編曲家、言語学者、指揮者、聖歌の編者。
福音主義・超教派の教会音楽のために生涯をささげた。「おお牧場はみどり」の作詞者として有名であり、ヘンデルの『メサイア』の訳者、研究家、演奏家としても知られる。
日本ホーリネス教会の中田重治監督は実父。

## 生涯

### 初期

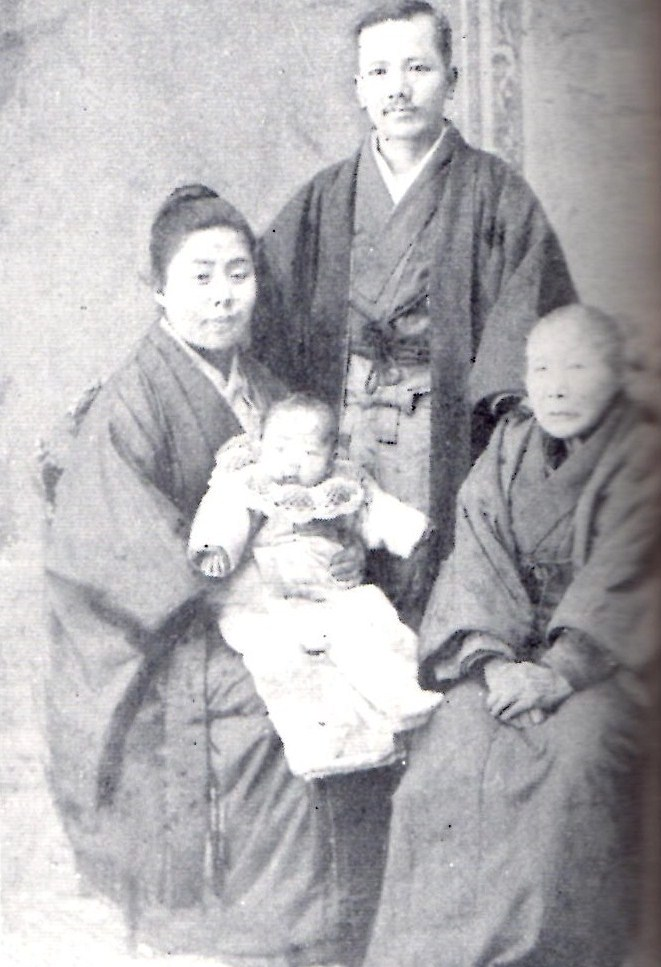
誕生直後の写真、両親と父方の祖母の中田千代

1896年9月9日、秋田県北秋田郡大館町（現大館市）にて、牧師の父・中田重治と伝道師の母・かつ子の次男として生まれた。長男は択捉島で生後1か月で亡くなったため、羽後が後を継ぐ。羽後国にちなんで羽後と名づけられた。叔父の中田久吉が軍隊式のスパルタ式で重治を教育した影響で、父重治は羽後をスパルタ式に鍛錬しようとしたが、逆効果を生んだと、後に羽後が語った。
1901年、中田重治がホーリネス運動を始め、羽後も幼少期より日本ホーリネス運動の中で育った。1911年に青山学院中等部在学中に母親が病死する。半年後に、父が再婚し、今井あやめが義母になる。

### ホーリネス牧師時代
1917年、聖書学院の修養生であった時に、きよめが分からなくなり、大島行きの船にのり、大島で無人のぼろ小屋に住みながら自殺をしようと考えた。大島で伝道をしていた日本ホーリネス教会伝道者である安部千太郎の使いが、安部の命により羽後を安部のもとに連れて行った。安部に村はずれの共同墓地に連れて行かれそこで安部より自我に死ぬということを教えられ、きよめを悟った。その時、「賛美歌もって主に仕えよ」という御声を聞いて音楽伝道への献身を志した。 その後、復学し聖書学院を卒業する。1918年に日本ホーリネス教会の牧師になる。
1919年10月より姫路で開かれた山陽修養会で、父の恩師ルーベン・トーレーの説教を聞きに行った時、トーレーから勧められて、ロサンゼルス聖書学院（現在の、バイオラ大学）に留学することになり、トーレーと同じサイベリヤ丸で渡米した。1919年ロサンゼルス聖書学院の合唱隊に参加してメサイアを歌う。1920年にアメリカで東洋宣教会・北米ホーリネス教会の牧師になる。父・重治が渡米した際に、シカゴの教会で共にメサイアの演奏を聞く。父・重治はメサイアに深い感銘を受け、それがホーリネス・リバイバルの原動力になる。

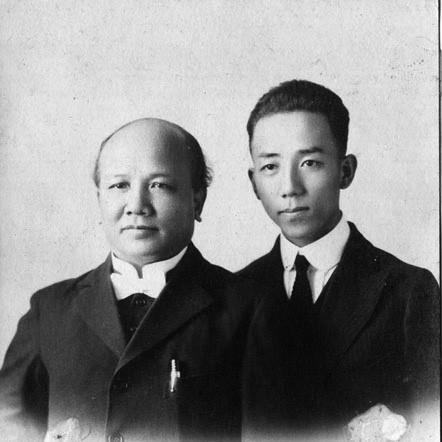
中田重治・羽後親子

1921年4月、中田重治は羽後に、ムーディにとってのアイラ・サンキーのようになって欲しくてシカゴ音楽専門学校で音楽を学ばせた。父・重治も同伴していた。
1921年9月、帰国途上ロサンゼルスの北米ホーリネス教会の最初の受洗式に出席した後、父と共に帰国。1923年にホーリネス運動のために編集されたリヴァイヴァル聖歌を出版する。
1927年8月28日、アメリカのインディアナ州ワイノナで今井朝子（後の中田あさ）と結婚して、1928年6月11日には長女純が誕生する。

### ホーリネス破門時代
1931年4月、ホーリネス・リバイバルの最中に父・重治から、「流れに添わぬ」という理由でホーリネスの退会を命じられ、聖書学院を去る。義母あやめとの確執が原因であったと言われる。その後、神経衰弱を病む。その頃、大館町の町長より羽後に秋田犬が送られてきた。羽後は毎日散歩に連れ出すようになり、徐々に健康を回復したので聖歌の編纂に取り組み、ついに昭和7年版の「リバイバル聖歌」を編纂を完成させることができた。
1932年に東京ヴォランティア・クワイアを指導しヘンデルのメサイアを公演する。以降、11年間メサイアの公演は続けられ、メサイアの中田として知られるようになる。
次第に父・重治との確執は深刻化し、重治からは戸籍上でも親子の縁を切られる。しかし、1939年の父と義母の死去の際には、羽後は両親と和解することができた。
1943年、東京ヴォランティア・クワイアが解散する。1944年には国内でのメサイアの演奏は不可能になったが、戦時下にあって元団員を集めてJOAKからの海外放送を聞きながら継続する。

### 戦後

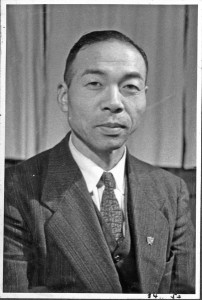
森山諭

戦後の1947年より1960年まで東京チャペルセンターの音楽主事を務め、同校閉鎖までの10年間進駐軍、軍属、家族、日本人の会衆の音楽指導を行う。進駐軍の要請により、クリスマスシーズンのメサイアの演奏を再開する。また、同時に1946年2月、聖書学院（後の千葉英和高等学校）を創立し、初代学園長に就任する。さらに東京都昭島市宗教法人啓明学園音楽教師をも兼任する。
1946年11月30日の伝道説教で、尾山令仁がイエス・キリストを信じた。
1953年にヘンデルの『メサイア』の日本語訳「救世主」の無伴奏版を出版し、チャペルセンター・クワイアにて演奏する。
1958年、聖歌を編纂、翻訳して出版する。中田は聖歌委員会の委員長をつとめる。1960年には日本イエス・キリスト教団に参加し、森山諭と荻窪栄光教会を開く。1969年、和田健治と共に、月刊「聖歌の友」を創刊して、主筆になる。
森山諭と共に荻窪栄光教会を建て上げ、日本の教会音楽に大きな貢献を残し、その功績が認められ1967年11月11日に安部正義、木岡英三郎、津川主一と共にキリスト教功労者を受賞する。
1974年7月14日、荻窪栄光教会で説教中に急逝する。享年77。死後、遺言が残されており、それによって聖歌の資料等の財産が和田健治に託された。墓所は多磨霊園。

## 人物像
- 重治は最初に羽後に歌唱法を教えた人物である。重治は、羽後を独唱をさせるために頻繁に伝道旅行に伴った。
- 羽後は父・重治の伝記を書かなければならないと考えていたが、父の晩年のことについて、「前半が一大ロマンスであるのに対照して、後半は悲劇というよりは、まったく目をおおいたくなるような悲しい事実の連続で、外国の聖徒の伝記によくあるような、人の心を向上させ興奮させるようなものがないのに全く困ってしまった。』と批判的な意見を述べ、それらを公にすることが無意味であるという理由で、伝記を書くことを断念したと述べている。[8]
- 義母・あやめとは、中田久吉の長男の愛成のすすめによって臨終間際に手を取り合って和解をすることができた。しかし、父・重治の臨終間際に訪問したが、死に目に会うことはできなかった。
- 1967年のキリスト教功労者の顕彰会で、「私は4つの教団を退団または除名され、5つの学校から馘首され、その上、父からも勘当された放蕩息子です。そのような私でも神は見捨てられず、このようの生涯を通じて伝道音楽に用いたもうたのであります。」と告白した。

## 系譜
| 中田羽後 （1896 - 1974） | 父: 中田重治 （1870 - 1939）   | 祖父: 中田兵作 （? - 1874）      | 曾祖父: 中田蔵吉               |
| 中田羽後 （1896 - 1974） | 父: 中田重治 （1870 - 1939）   | 祖父: 中田兵作 （? - 1874）      | 曾祖母: -                      |
| 中田羽後 （1896 - 1974） | 父: 中田重治 （1870 - 1939）   | 祖母: 中田千代 （1838頃 - 1928） | 曾祖父: 古川氏                 |
| 中田羽後 （1896 - 1974） | 父: 中田重治 （1870 - 1939）   | 祖母: 中田千代 （1838頃 - 1928） | 曾祖母: 古川氏 （1810 - 1892） |
| 中田羽後 （1896 - 1974） | 母: 中田かつ子 （1869 - 1911） | 祖父: 小館仙之助                 | 曾祖父: -                      |
| 中田羽後 （1896 - 1974） | 母: 中田かつ子 （1869 - 1911） | 祖父: 小館仙之助                 | 曾祖母: -                      |
| 中田羽後 （1896 - 1974） | 母: 中田かつ子 （1869 - 1911） | 祖母: 小館クニ                   | 曾祖父: -                      |
| 中田羽後 （1896 - 1974） | 母: 中田かつ子 （1869 - 1911） | 祖母: 小館クニ                   | 曾祖母: -                      |

## 作品
- 『カルバリ山の』（聖歌399番（旧399番））
- 『シャロンの花』（讃美歌第二編192番）
- 『キリストには代えられません』（聖歌539番（旧521番））
- 『人にすてられて』（聖歌590番（旧719番））（作詞中田重治、作曲中田羽後）
- 『おお牧場はみどり』（「NHKみんなのうた」の最初の曲）